# Superintendentura Inowrocław Ewangelickiego Kościoła Unijnego
Superintendentura Inowrocław Ewangelickiego Kościoła Unijnego – jednostka organizacyjna Ewangelickiego Kościoła Unijnego w Polsce istniejąca w okresie II Rzeczypospolitej i obejmująca grupę gmin kościelnych (zborów) czyli parafii tego Kościoła, mająca siedzibę w Inowrocławiu.

## Dane statystyczne
| Parafia                            | Liczba wiernych (1937)                                             |
| ---------------------------------- | ------------------------------------------------------------------ |
| Gniewkowo pow. Inowrocław          | 480                                                                |
| Gąski pow. Inowrocław              | 660                                                                |
| Dąbrowo Wielkie pow. Bydgoszcz     | 950                                                                |
| Rojewice pow. Inowrocław           | 2200                                                               |
| Złotniki Kujawskie pow. Inowrocław | 325                                                                |
| Inowrocław                         | 900                                                                |
| Kruszwica pow. Strzelno            | 380                                                                |
| Chełmce pow. Strzelno              | 140                                                                |
| Dąbrowa Biskupia pow. Inowrocław   | 948                                                                |
| Mątwy nad Notecią pow. Inowrocław  | Liczba wiernych mieści się w liczbie wiernych zboru w Inowrocławiu |
| Murzynko pow. Inowrocław           | 268                                                                |
| Wielka Nowa Wieś pow. Bydgoszcz    | 2600                                                               |
| Pakość pow. Mogilno                | 350                                                                |
| Radojewice pow. Inowrocław         | 475                                                                |
| Rojewo pow. Inowrocław             | 675                                                                |